# 2019年布基納法索蒂耶巴內閣總辭
蒂耶巴內閣為2016年至2019年期間布吉納法索的政府，並由總統羅克·馬克·克里斯蒂安·卡波雷任命的總理保羅·卡巴·蒂耶巴領導。政府於2015年布吉納法索大選後的2016年1月6日上任。 
2017年2月20日，蒂耶巴改組內閣，閣員數目由29名輕微增加至32名。
2019年1月19日，總理蒂耶巴率領內閣總辭，布基納法索政府宣告解散。總統卡波雷宣布有意籌建新政府。1月21日，總統展開任命程序，將會揀選新任總理但內閣繼續懸空。蒂耶巴政府辭職前數日，國內武裝分子發動數宗恐怖襲擊，反對派批評政府無法應對恐怖襲擊，要求總理和國防部長引咎辭職。

## 閣員名單
- 总理：保罗·卡巴·蒂耶巴（Paul Kaba THIEBA）[5]
- 总统府国务部部长：西蒙·孔波雷（Simon COMPAORE）[5]
- 安全部部长：克莱芒·庞旺代·萨瓦多戈（Clément Pengdwendé SAWADOGO）[5]
- 国防和退伍军人部部长：让·克洛德·布达（Jean Claude BOUDA）[5]
- 外交与合作部部长：阿尔法·巴里（Alpha BARRY）[5]
- 司法、人权和公民发展、掌玺部部长：贝索勒·勒内·巴戈罗（Bessolé René BAGORO）[5]
- 经济、财政与发展部部长：哈迪扎图·罗西娜·库利巴利（Hadizatou Rosine COULIBALY）[5]
- 国土管理和权利下放部部长：西梅翁·萨瓦多戈（Siméon SAWADOGO）[5]
- 公职、劳动和社会保障部部长：塞尼·韦德拉奥戈（Seyni OUEDRAOGO）[5]
- 非洲一体化和海外侨民部部长：保罗·罗伯特·蒂恩德雷贝奥戈（Paul Robert TIENDREBEOGO）[5]
- 中高等教育、科研和创新部部长：阿尔卡苏姆·马伊加（Alkassoum MAIGA）[5]
- 国民教育和扫盲部部长：斯坦尼斯拉斯·瓦罗（Stanislas OUARO）[5]
- 卫生部部长：尼古拉·梅达（Nicolas MEDA）[5]
- 新闻与议会关系部部长、政府发言人：雷米·菲尔让斯·当吉努（Rémis Fulgence DANDJINOIL）[5]
- 农业和水利治理部部长：雅各布·韦德拉奥戈（Jacob OUEDRAOGO）[5]
- 水资源和清洁部部长：尼乌加·安布鲁瓦兹·韦德拉奥戈（Niouga Ambroise OUEDRAOGO）[5]
- 基础设施部部长：埃里克·文登马内加·布古马（Eric Wendenmanegha BOUGOUMA）[5]
- 能源部部长：巴希尔·伊斯梅尔·韦德拉奥戈（Bachir Ismaël OUEDRAOGO）[5]
- 矿业和采石业部部长：奥马鲁·伊达尼（Oumarou IDANI）[5]
- 交通、城市疏导和道路安全部部长：樊尚·廷宾迪·达比古（Vincent Timbindi DABILGOU）[5]
- 商业、工业与手工业部部长：哈鲁纳·卡博雷（Harouna KABORE）[5]
- 畜牧业和渔业部部长：索马诺戈·库图（Sommanogo KOUTOU）[5]
- 数字经济发展和邮政部部长：哈吉娅·法蒂玛塔·瓦塔拉（Hadja Fatimata OUATTARA née CONGO）[5]
- 青年、培训和就业部部长：斯马伊拉·韦德拉奥戈（Smaïla OUEDRAOGO）[5]
- 妇女、国家团结和家庭部部长：埃莱娜·玛丽·洛朗丝·伊布多（Hélène Marie Laurence ILBOUDO née MARCHAL）[5]
- 城市规划和住房部部长：莫里斯·迪厄多内·博纳内（Maurice Dieudonné BONANET）[5]
- 环境、绿色经济和气候变化部部长：巴蒂奥·巴西埃（Batio BASSIERE）[5]
- 文化、艺术和旅游部部长：阿卜杜勒·卡里姆·桑戈（Abdoul Karim SANGO）[5]
- 体育和娱乐部部长：达乌达·阿祖皮乌（Daouda AZOUPIOU）[5]

## 背景
布基納法索的北方省份，尤其接壤馬里和尼日的邊境地區，因受吉哈德組織多次發動襲擊，政府因而決定在12月31日起實施緊急狀態令。內閣總辭前數星期，布基納法索政府以恐怖襲擊仍然持續為由，宣布延長緊急狀態令六個月。根據武裝衝突地點和事件數據組（下稱ACLED），2018年1月1日至2019年1月12日期間，國內發生至少200宗疑似武裝分子襲擊事件，包括西部和南部省份。據估計，2016年至今在北部省份的暴力事件令至少54000名居民被逼離開家園。ACLED也確定當局東部的省份在2018年2月至翌年1月期間發生至少60宗襲擊。

### 襲擊法國大使館和布基納法索軍方總部
2018年3月2日星期五，8名吉哈德武裝分子有預謀襲擊法国駐布基納法索首都瓦加杜古大使館和布基納法索軍隊的總部。襲擊一共造成8人死亡，超過80人受傷。安全部隊其後擊敗所有施襲者。襲擊甫開始，法國方面已警告法國公民留在安全的室內地方。布國軍方總部遇襲後，窗戶爆破，陸軍參謀長的辦公室也傳出濃煙，附近也據報發生爆炸。联合国譴責襲擊，秘书长安东尼奥·古特雷斯要求各國協作，為布基納法索「促進民族和解和創造擁有長久和平和持久發展的環境」。法国总统埃马纽埃尔·马克龙與布基納法索總統通電話，表達哀悼。

### 綁架並殺害加拿大公民
內閣總辭前數日，政府確認加拿大地质学家柯克·伍德曼（Kirk Woodman）在北部接壤馬里的邊境地區的矿山勘探营被綁架，其後被殺。伍德曼為一個星期內第二個被殺的加拿大公民。加拿大外交部譴責襲擊，指出將會與布基納法索政府合作，追究綁架事件的綁匪。布基納法索外交部亦表示將會就此事展開調查。布國國安部相信國外的伊斯蘭武裝分子也涉事。另外數名身處布基納法索的加拿大公民，包括伊迪丝·布莱斯（Edith Blais）及其意大利籍女友盧卡·塔姬桃（Luca Tacchetto）也自2018年12月起失蹤。加拿大總理賈斯汀·杜魯多指出據其所知，布莱斯仍然生還，加拿大方面正收集資料和情報。一連串綁架事件後，加拿大向布基納法索發出旅遊警示，警告加拿大公民或面臨被綁架和搶劫的風險。美國也發出類似的警告，表示不建議美國公民前往布基納法索的東部和北部。為公眾安全著想，布基納法索政府宣布多次發生綁架和恐怖襲擊的奧羅多拉自1月19日至23日期間宵禁。

## 蒂耶巴宣布辭職
1月19日中午，蒂耶巴向總統遞交辭職信，表示內閣集體辭職的決定。總統卡波雷據報「接受辭呈」及「感謝總理蒂耶巴及所有閣員履行對國家服務的承諾」。早在政府辭職前的數個月，反對派閣員已經要求總理及負責安全和防務的閣員辭職。
總統其後在電視講話中宣布有意在不久的未來中籌組新政府，但講話並沒有提及蒂耶巴內閣辭職的原因。
1月21日，總統開始籌組政府，任命孔波雷政府時期擔任衛生部長的克里斯托夫·約瑟夫·馬里·達比雷為新總理。新政府的閣員名單並未即時公佈。达比雷曾經在西非国家经济共同体中擔任布基納法索的代表。是次決定由總統秘書長薩蒂芬（Stéphane Sanou）透過電視講話公佈，其又表示總統已經簽署任命达比雷的總統令。